# Ashland (hrabstwo Grafton)
Ashland – jednostka osadnicza w Stanach Zjednoczonych, w stanie New Hampshire, w hrabstwie Grafton.